# Scala 1:64

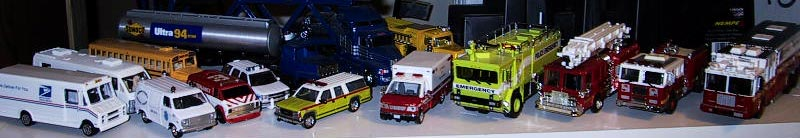
Vetture e camion in scala 1:64

La scala 1:64 è una comune "scala" per modelli e miniature, in cui un'unità (ovvero un centimetro o un pollice) sul modello rappresenta 64 unità sull'oggetto reale. In scala 1:64 un uomo è alto circa 28 millimetri. La scala ha avuto origine dimezzando la comune scala 1:32 che è usata anche nel modellismo ferroviario col nome di "scala 1".
Questa scala avuto una diffusione particolare per via della dimensione relativamente piccola rispetto ad altri giocattoli che quindi risultano facilmente maneggiabili dalle piccole mani dei bambini. I modelli creati adottando questa scala sono un quarto più piccoli dei modelli scala 1:16, scala molto usata negli Stati Uniti d'America per il modellismo ferroviario a cosiddetto "vapore vivo" ossia che usa modelli che si muovono veramente grazie all'energia sprigionata dal vapore compresso come nelle vere locomotive a vapore. La scala 1:64 coincide anche con la cosiddetta "scala S" (o "scala H1") usata nel modellismo ferroviario e questo ha contribuito all'adozione ed alla sua diffusione tra i modellisti. 
Attualmente la scala 1:64 viene usata per lo più per modelli di vetture ed altri veicoli ma è diffusa anche nel fermodellismo e per la realizzazione di treni giocattolo e modelli di navi. Inoltre personaggi di 28 millimetri sono un formato diffuso per giochi da tavolo a carattere militare o fantasy.

## Veicoli in pressofusione
In commercio si trovano moltissimi modelli di veicoli realizzati in pressofusione (Die-Cast) in rigorosa scala 1:64 per il collezionismo. Tuttavia per gran parte del mercato dei giocattoli in pressofusione la 1:64 è solo una scala nominale ossia non viene rispettata con estremo rigore come avviene invece per i modelli da collezionismo che risultano quindi più fedeli all'originale ma anche molto più costosi. Nonostante collezionisti e produttori spesso indichino vagamente sui modellini la scala 1:64, i veicoli giocattolo di solito sono fatti perché entrino nelle confezioni di vendita. Ciò significa che la dimensione del modello è determinata dalla dimensione della confezione standard (anticamente si usava una scatola cartoncino con delle "finestre" di plastica, oggi di solito si usa un cartoncino con un blister trasparente). Il modello di una Cadillac Eldorado e di una Mini Cooper progettati per riempire lo stesso spazio di imballaggio avranno scale molto diverse, ma per molte delle autovetture giocattolo dire che la scala usata è la 1:64 è un'approssimazione ragionevole. Spesso le macchinine vengono realizzate ridimensionando le misure generali della vettura reale affinché possano essere compatibili con gli altri eventuali giocattoli del produttore. Le aziende che realizzano automobiline in pressofusione in questa scala (o anche approssimativamente in scala 1:64) più diffuse in Italia sono Hot Wheels e Maisto.

## Navi e imbarcazioni
Seppur rari, ci sono produttori di kit di costruzione che hanno usato la scala 1:64 per imbarcazioni e piccole navi.